# Pilea glabra
Pilea glabra là loài thực vật có hoa trong họ Tầm ma. Loài này được S. Watson miêu tả khoa học đầu tiên năm 1891.